# Bekenntnisse eines englischen Opiumessers

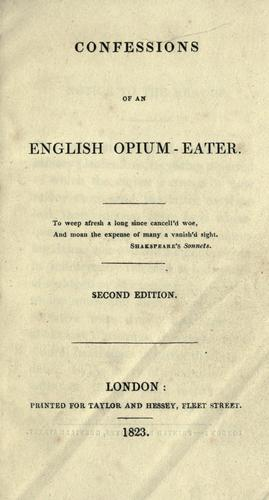
Confessions of an English Opium-Eater, 2d ed. London 1823

Bekenntnisse eines englischen Opiumessers ist ein autobiografisches Buch des englischen Autors Thomas De Quincey. Der Text wurde erstmals unter dem Titel Confessions of an English Opium-Eater im September und Oktober 1821 im London Magazine anonym veröffentlicht, 1822 folgte die Veröffentlichung als Buch und 1856 eine durch De Quincey durchgesehene weitere Ausgabe. Das Buch ist De Quinceys Erstlingswerk, es gilt als die erste literarische Darstellung selbst erlebter Rauschzustände und machte seinen Autor mit einem Schlag bekannt.

## Inhalt
Das Buch ist in drei Teile untergliedert. Nach einer kurzen biografischen Einleitung schildert De Quincey die Freuden des Opiums, es folgt ein Bericht über die Leiden des Opiumkonsumenten und schließlich das Kapitel „Schrecken des Opium“.
Im ersten Teil beschreibt De Quincey, der seit dem siebten Lebensjahr verwaist ist und unter der nachlässigen Vormundschaft von vier Personen aufgewachsen ist, seine Schulzeit im Internat. Als 17-Jähriger flieht er aus dem Internat, nachdem er erfolgreich eine ältere Dame aus seinem Bekanntenkreis um Geld angebettelt hat. Er schlägt sich nach London durch und freundet sich mit der jungen Prostituierten Anna an. Das Geld ist schnell ausgegeben, und er findet Unterschlupf in einem Abbruchhaus, das einem zwielichtigen Winkeladvokaten gehört. Er lebt von Abfällen, leidet meistens Hunger. Ein Projekt, Geld mit literarischen Arbeiten zu verdienen, schlägt fehl.
Im Jahr 1804 befindet er sich in London und nimmt wegen starker Kopf- und Gesichtsschmerzen auf Anraten eines Studienfreundes zum ersten Mal Opium in der Form von Laudanum ein. Die beruhigende Wirkung der Droge, die positive Wirkung auf das seelische Gleichgewicht und die geistige Klarheit und Kreativität führen in den nächsten acht Jahren zu einem maßvollen und kontrollierten Konsum von Opium, der immer wieder von längeren Phasen unterbrochen wird, in denen er ohne Droge auskommt.
Inzwischen lebt er in einem einsamen Bauernhaus und beschäftigt sich immer noch, wie während seiner Universitätszeit, mit dem Studium deutscher „Metaphysiker: Kant Fichte, Schelling“. Die Opiumdosis liegt bei 25 Tropfen am Tag. 1813 kehrt ein schmerzhaftes Magenleiden zurück, an dem er schon in seiner Jugend gelitten hat. Ab jetzt nimmt er täglich Opium und betrachtet sich selbst als „gewohnheitsmäßigen und regelmäßigen Opiumesser“. Das führt zu schwankenden Gemütsverfassungen, zu Trübsinn und Melancholie, zu Traumzuständen und plötzlichen Glücksmomenten. Irgendwann taucht ein dubioser Malaie auf, der bei ihm übernachtet, Mengen von Opium zu sich nimmt und irgendwann verschwindet.

Bei all dem Wohlbefinden, das ihm das Opium verschafft, reagiert sein Körper schließlich auf den jahrelangen Missbrauch. Er bekommt Magenschmerzen, Schweißausbrüche, und seine intellektuellen Fähigkeiten lassen nach. 1819 fällt ihm ein Buch des britischen Nationalökonomen Ricardo in die Hände, das ihn fasziniert und in das er sich vertieft, was schließlich zu einer allmählichen Laudanum-Abstinenz führt. 

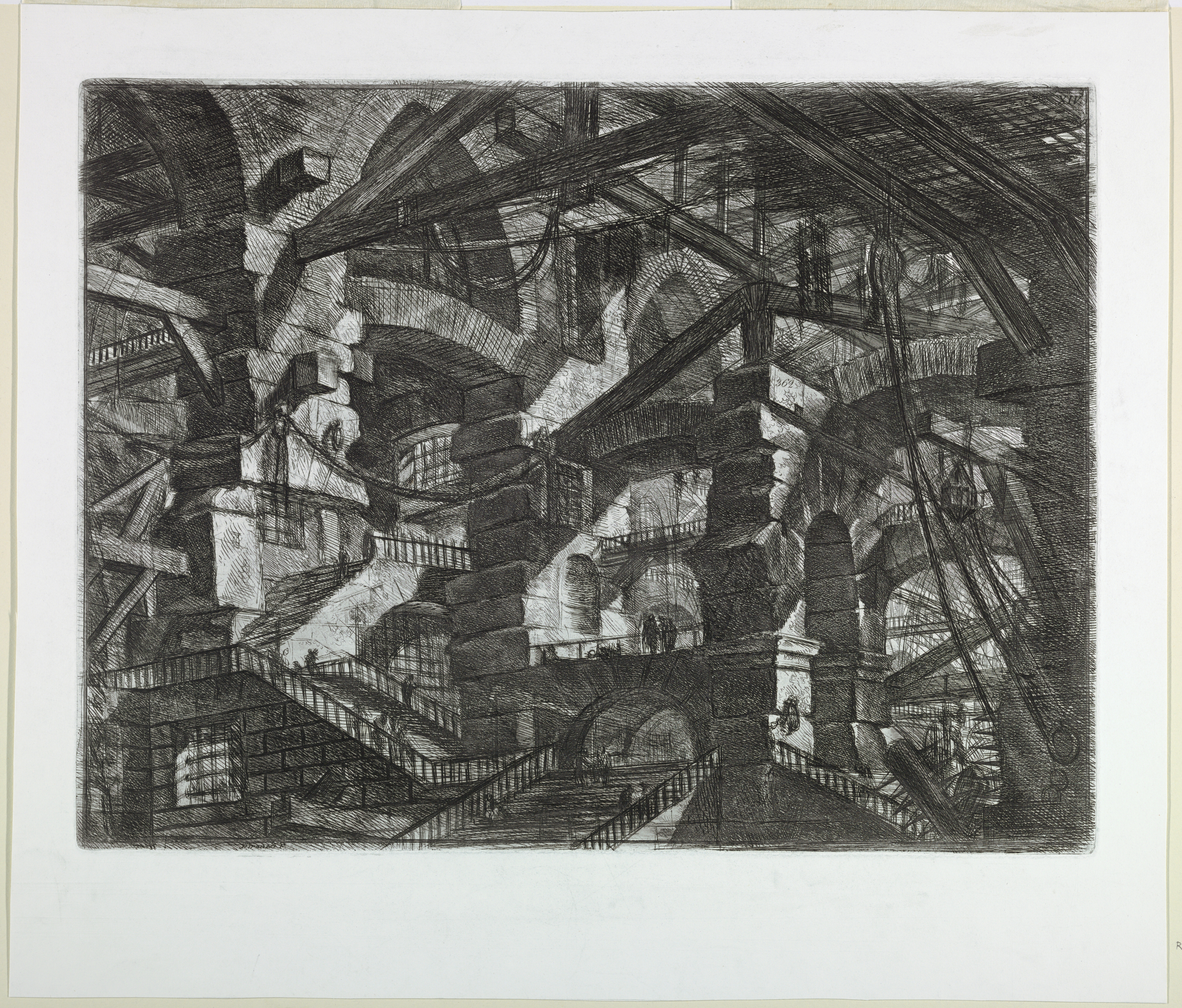
Abbildung aus Piranesi: Le Carceri

  Wie der Entzug im Einzelnen verläuft, darüber gibt er nur vage Informationen. Allerdings beschreibt er ausführlich das Ausmaß und die Themen seiner vorgehenden nächtlichen Alpträume, von den „architektonischen“ Träumen, die den Visionen eines Piranesi ähneln, dann Visionen über Seen und Wasserflächen, orientalische Träume und den Verlust von Gefühlen für Raum und Zeit. Schließlich steigen Bilder und lange vergessene Ereignisse aus seiner Kindheit in vollkommener Klarheit und Intensität aus seinen Erinnerungen auf, die ihn schreiend aus dem Schlaf auffahren lassen.
Das Buch endet mit dem Wunsch, dass es dem Leser seines Buchs, der möglicherweise abhängig vom Opium ist, ebenfalls die Befreiung von der Droge gelinge. Geblieben sind ihm allerdings weiterhin unruhige Träume, die seinen „Schlaf  durchwandern.“

## Biografischer Hintergrund
Thomas De Quincey, der seit seiner Jugend an sporadisch wiederkehrenden Magenschmerzen litt, nahm 1804 auf Anraten eines Studienkollegen zum ersten Mal Opium in Form von Laudanum zu sich. Laudanum war im 18. und frühen 19. Jahrhundert ein weit verbreitetes Schmerz- und Beruhigungsmittel, das ohne weiteres in Apotheken oder bei ambulanten Händlern auf dem Land zu einem geringen Preis erhältlich war. Nach einer Phase gemäßigten Opiumkonsums mit einem Limit von 25 Unzen Laudanum, steigerte er ab 1813 kontinuierlich die Dosis schließlich bis auf 320 Gran Opium täglich, d. h. auf 8.000 Tropfen Laudanum pro Tag. Nach 15 Jahren Opiumkonsum gelang es ihm schließlich aus eigener Kraft nach einem schmerzhaften Entzugsprozess ab 1820 vorübergehend drogenfrei zu leben.
Im Dezember 1820 verlegte er auf Anregung seines Freundes John Wilson, Herausgeber des Blackwood’s Magazine, seinen Wohnsitz von Grasmere nach Edinburgh und begann mit der Arbeit an einem „Opium-Artikel“. Wegen De Quinceys Unzuverlässigkeit kam es zu Spannungen zwischen Herausgeber und Autor, und De Quincey ließ den Text nicht im Blackwood’s Magazine, sondern in der September- und der Oktoberausgabe 1821 des London Magazine, unterzeichnet mit XYZ, veröffentlichen.

## Rezeption in Literatur, Film, Musik und Kunst
Die erste deutsche Übersetzung, besorgt von L. Ottmann, erschien 1866 im Verlag Lutz in Stuttgart.
Die erste – freie – Übersetzung ins Französische stammt von dem damals 19-jährigen Alfred de Musset, wurde unter dem Titel L‘anglais mangeur d‘opium traduit et augmenté par A.D.M. erstmals 1829 bei Mame et Delaunay-Devallée in Paris veröffentlicht und ein weiteres Mal 1878 in einer bibliophilen Edition des Pariser Verlags Le Moniateur du Bibliophile mit Anmerkungen von Arthur Heulhar.
Mussets lückenhafte, teils fehlerhafte und durch eigene Zutaten ergänzte Übersetzung, in der De Quinceys Name nicht erwähnt wird, diente Hector Berlioz als Vorlage für seine Symphonie fantastique (Originaltitel: Épisode de la vie d’un artiste, symphonie fantastique en cinq parties, 1830) und wurde von Balzac in der Erzählung ‘‘Massimilio Doni‘‘(1837/39) verarbeitet.
Ab 1857/58 arbeitete Baudelaire an seiner Übersetzung ins Französische, die 1860 unter dem Titel Les paradis a rtificiels, opium et haschisch in Paris bei Poulet-Malassis et De Broise in Paris herausgekommen ist. Im Lauf der Zeit entstand durch Zusammenfassung einzelner Teile und Ergänzungen durch Baudelaire selbst ein eigenständiger Text. In seiner Fassung geht er zwar auf die fatalen Folgen des Drogenkonsums für den Konsumenten ein, aber ebenfalls auf die beflügelnde Wirkung der Droge auf die künstlerische Kreativität und die Evokation von vergessenen Kindheitserlebnissen in das Bewusstsein.
Conan Doyle erwähnt de Quinceys Buch in seiner Erzählung Der Mann mit der entstellten Lippe, in dem eine der Personen nach der Lektüre des Buchs anfängt, mit Laudanum zu experimentieren.
1962 drehte und produzierte Albert Zugsmith einen gleichnamigen Film, der lose auf De Quinceys Buch basiert, mit Vincent Price, einem damaligen Star des amerikanischen Horrorfilms, in der Hauptrolle. Die Musik schrieb Albert Glasser (1916–1998). Schauplatz ist Chinatown im 19. Jahrhundert.

## Ausgaben
- Confessions of an English Opium-Eater in both the Revised and the Original Texts, with its Sequels Suspiria de Profundis and The English Mail-Coach. Ed. Malcolm Elwin. London: Macdonald 1956.
- Confessions of an English Opium-Eater, and Other Writings. Ed. with a New Introduction and Notes by Robert Morrison. Oxford, New York, Oxford World’s Classics, 2013. ISBN 978-0-19-960061-8

 Deutsche Übersetzungen
- Bekenntnisse eines englischen Opiumessers. Aus dem Engl. von Hedda u. Arthur Möller-Bruch. Buchschmuck von Georg Tippel. Berlin: Bard 1902.
- Bekenntnisse eines englischen Opiumessers. Hrsg. von Michael Wicht. Leipzig, Weimar: Kiepenheuer und Witsch 1981. Nachdruck Sphinx-Verlag 2008.
- Bekenntnisse eines englischen Opiumessers. Aus dem Englischen übertragen von Walter Schmiele. Frankfurt a.M: Insel-Verl. 2009. (Insel-Taschenbuch.) ISBN 978-3-458-35152-8
- Bekenntnisse eines englischen Opiumessers. Aus dem Engl. Neu übers. von Peter Meier. Mit einem Essay von Rudolf Kassner. München; dtv (dtv Klassik. 2153.) ISBN 978-3-423-02153-1
- Bekenntnisse eines englischen Opiumessers. Aus dem Engl. von Leopold Heinemann. Köln: Anaconda 2019. ISBN 978-3-7306-0727-5 (Berarb. Übersetzung nach der Ausgabe Berlin: Weltgeistbücher [1928]).